# Queen's Park (métro de Toronto)
Queen's Park est une station de la ligne 1 Yonge-University du métro, de la ville de Toronto en Ontario au Canada.
Le nom de la station fait référence à Queen's Park, un parc situé à proximité de la station abritant plusieurs bâtiments importants, dont l'assemblée législative et le siège du gouvernement de l'Ontario. Elle est l'une des deux stations du réseau métropolitain de Toronto à posséder un tunnel tubulaire.
La station est accessible aux personnes en fauteuil roulant et elle reliée, par voie souterraine, aux différents édifices parlementaires de l'Ontario.

## Situation sur le réseau
Établie en souterrain, la station Queen's Park est située sur la ligne 1 Yonge-University, entre les stations St. Patrick, en direction du terminus Finch, et Museum, en direction du terminus Vaughan Metropolitan Centre.

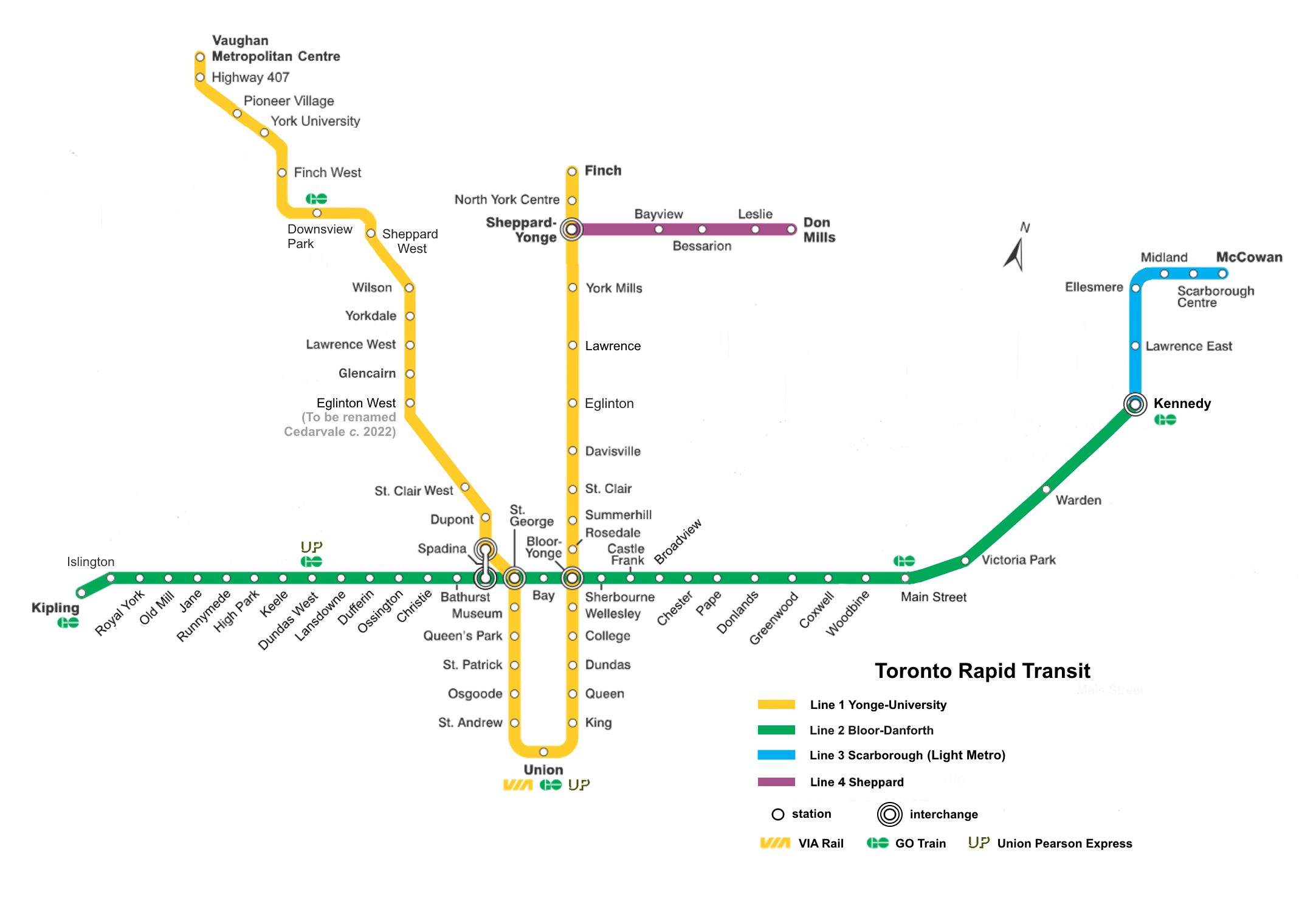
Plan du métro de Toronto (2018).

## Histoire
La station est mise en service le 28 février 1963.
Elle a une fréquentation moyenne de 47 390 personnes par jour pour l'année 2010.

## Services aux voyageurs

### Intermodalité
Des correspondances sont possibles avec le tramway de Toronto : ligne 506 Carlton.
Elle est desservie par les bus des lignes : 13 Avenue Road et 142 Downtown/Avenue Road Express.

## À proximité
- Queen's Park
- Assemblée législative de l'Ontario
- Université de Toronto
- The Hospital for Sick Children
- Women's College Hospital
- Toronto General Hospital (en)
- Princess Margaret Cancer Centre (en)
- Mount Sinai Hospital (en)